# Niwa (1989–1991)
Niwa – polskie czasopismo o tematyce regionalno-lokalnej wydawane przez Komitet Obywatelski „Solidarność" Ziemi Kolbuszowskiej ukazujące się w latach 1989–1991 w Kolbuszowej. W tym czasie wydano dziesięć numerów pisma. Jego redaktorem naczelnym był Zbigniew Lenart. Swoim zasięgiem obejmowało cały powiat kolbuszowski. Nakład ostatniego numeru czasopisma wynosił 1000 egzemplarzy. Koniec wydawania Niwy spowodowało wejście w życie rozporządzenia ministra sprawiedliwości z dnia 9 lipca 1990 r. w sprawie rejestru dzienników i czasopism. Przed kolbuszowskim czasopismem zarejestrowano tygodnik Niwa – czasopismo mniejszości białoruskiej w Polsce. Redakcja postanowiła więc zarejestrować Przegląd Kolbuszowski. Pierwszymi redaktorami tego miesięcznika byli twórcy Niwy. 
Wszystkie numery czasopisma zostały zarchiwizowane na stronie internetowej Miejskiej i Powiatowej Biblioteki Publicznej w Kolbuszowej i są dostępne za darmo w formacie pdf.